# 1949 في بيرو
فيما يلي قوائم الأحداث التي وقعت خلال عام 1949 في بيرو.

## رياضة
- 1 يناير – الدوري البيروفي لكرة القدم 1949 الفائز نادي يونيفرسيتاريو.
- 1 يناير – بطولة أمريكا الجنوبية لألعاب القوى 1949
- 1 يناير – دوري الدرجة الثانية البيروفي 1949 الفائز Sportivo Jorge Chávez (Callao) [الإنجليزية]‏.

## مواليد

### يناير
- 6 يناير – حزقيال كارلوس بيلو سباح بيروفي.

### مارس
- 8 مارس – توفيلو كوبيلاس لاعب كرة قدم بيروفي.
- 24 مايو – مارسيلو كينيونيس لاعب كرة قدم بيروفي.

### مايو
- 23 مايو – آلن غارسيا سياسي بيروفي شغل منصب الرئيس الرابع والأربعين والسابع والأربعين للبيرو.
- 24 مايو – مارسيلو كينيونيس لاعب كرة قدم بيروفي.
- 28 مايو – ألبرتو فلوريس غاليندو مؤرخ بيروفي.

### أغسطس
- 3 أغسطس – فرنسيسكو خوسيه لومباردي
- 13 أغسطس – ريتشارد غرين لاعب كرة قدم من الولايات المتحدة الأمريكية.

### سبتمبر
- 15 سبتمبر – ماري أرانا صحفية أمريكية.
- 16 سبتمبر – بيرسي روخاس لاعب كرة قدم بيروفي.

### ديسمبر
- 9 ديسمبر – قايدو لومباردي سياسي بيروفي.
- 27 ديسمبر – حزقيال كاسيريس لاعب كرة قدم بيروفي.

## وفيات

### أغسطس
- 17 أغسطس – خوليو أوجارت إي أوجارت (مواليد 1890) فيلسوف بيروفي.